# كاثي بارك هونج
كاثي بارك هونج (بالإنجليزية: Cathy Park Hong)‏ هي كاتِبة أمريكية، ولدت في 7 أغسطس 1976 في لوس أنجلوس في الولايات المتحدة.